# Südwestdeutscher Sprachatlas
Der Südwestdeutsche Sprachatlas (SSA) erfasst die Sprachgeographie der alemannischen Dialekte Südbadens und Südwürttembergs. 

## Geschichte
- Projektgründung 1972 am Arbeitsbereich Geschichtliche Landeskunde des Deutschen Seminars I der Albert-Ludwigs-Universität Freiburg
- Ab 1972 vorbereitende Erhebungen zur Entwicklung eines Fragebuchs
- 1974 Beginn der Aufnahmen und Förderung durch die Deutsche Forschungsgemeinschaft
- Ab 1975 Verarbeitung der erhobenen Daten mit Computern
- Abschluss der Erhebungen 1986
- Beginn der Publikation 1989
- Abschluss der Arbeit 2010
- Abschluss der Publikation 2012

## Methode
Bis 1986 waren ca. 600 Orte auf der Basis eines Netzes von Planquadraten (mit ca. 6 km Kantenlänge) erhoben, von denen 579 für die Kartierung vorgesehen wurden. 
Das Fragebuch fußt auf den Fragebüchern zum Sprachatlas der deutschen Schweiz (SDS) und zum Vorarlberger Sprachatlas mit Einschluss des Fürstentums Liechtenstein, Westtirols und des Allgäus (VALTS). Als Transkription fand im Projekt die Teuthonista-Lautschrift Verwendung, die im Wesentlichen Alphabetzeichen für die phonetischen Grundwerte verwendet und die genauen phonetischen Details über Diakritika ausdrückt. Die Antworten der Gewährspersonen wurden von phonetisch geschulten Exploratoren direkt vor Ort in den Fragenkatalog eingetragen. Begleitend wurden an ausgewählten Orten Tonbandaufnahmen lediglich zu Kontrollzwecken durchgeführt. Das Fragebuch enthält ca. 2.200 Fragen, die sich den Bereichen Lautgeographie, Formengeographie, Wortgeographie widmen, zu kleinen Teilen auch syntaktischen und soziolinguistischen Problemen. 
Die Art der Kartierung steht mit seiner relativ großen Dichte des Aufnahmenetzes und mit der Darstellung linguistischer Einzelphänomene in der Tradition der deutschsprachigen Dialektologie. Als besonderes Vorbild gilt hier, wie auch beim Fragebuch, der Sprachatlas der deutschen Schweiz, der überwiegend nur Punktsymbolkarten verwendet. Auch der SSA verwendet vornehmlich Punktsymbole zur Darstellung der einzelnen Sachverhalte auf den Karten. Die Karten werden auf einer Grundkarte im Maßstab 1:600000 publiziert.

## Publikationsstand
Der SSA wurde 2010 für abgeschlossen erklärt, obwohl im morphologischen und lexikalischen Bereich noch größere Lücken bestehen. Die letzte Lieferung erschien 2011, der Registerband 2012. Damit sind seit 1989 zehn Lieferungen herausgekommen.

Die Karten des SSA sind auch im Internet über die Homepage des digitalen Wenker-Atlas sowie über das Projekt Regionalsprache.de (siehe unten) abrufbar.